# 细梗灰毛豆
细梗灰毛豆（学名：Tephrosia filipes）为豆科灰毛豆属下的一个种。

## 扩展阅读
- 維基物種上的相關：细梗灰毛豆